# Marta Rossetti
Marta Rossetti (Salò, 25 marzo 1999) è una sciatrice alpina italiana.

## Biografia
Slalomista pura originaria di Puegnago del Garda, in giovanissima età si divide tra sci alpino e atletica leggera, per poi puntare unicamente sulla disciplina invernale, formandosi nello sci club Agonistica Campiglio Valrendena.
Attiva in gare FIS dal novembre del 2015, ha esordito in Coppa Europa il 16 dicembre 2016 ad Andalo, uscendo nella seconda manche, e in Coppa del Mondo il 5 gennaio 2019 a Zagabria Sljeme, non qualificandosi per la seconda manche. Ha ottenuto i primi punti in Coppa del Mondo il 14 gennaio 2020, giungendo 22ª a Flachau; il 17 gennaio successivo ha ottenuto a Zell am See la prima vittoria, nonché primo podio, in Coppa Europa e ai Mondiali di Courchevel/Méribel 2023, sua prima presenza iridata, si è classificata 23ª. Ai Mondiali di Saalbach-Hinterglemm 2025 è stata 15ª nello slalom speciale e 8ª nella combinata a squadre; non ha preso parte a rassegne olimpiche.

## Palmarès

### Coppa del Mondo
- Miglior piazzamento in classifica generale: 73ª nel 2024

### Coppa Europa
- Miglior piazzamento in classifica generale: 10ª nel 2020
- 5 podi (tutti in slalom speciale):
  - 2 vittorie
  - 1 secondo posto
  - 2 terzi posti

#### Coppa Europa - vittorie
| Data             | Località     | Paese   | Specialità |
| ---------------- | ------------ | ------- | ---------- |
| 17 gennaio 2020  | Zell am See  | Austria | SL         |
| 19 dicembre 2024 | Valle Aurina | Italia  | SL         |

Legenda:

SL = slalom speciale

### Campionati italiani
- 2 medaglie:
  - 2 ori (slalom speciale nel 2024; slalom speciale nel 2025)

### Campionati italiani juniores
- 2 medaglie:
  - 2 ori (slalom speciale nel 2017; slalom speciale nel 2018)